# Tetraceratops
Tetraceratops  insignis
Genre
Espèce
Tetraceratops (littéralement « face à quatre cornes » en grec ancien) est un genre éteint de synapsides eupélycosauriens ayant vécu durant le Permien inférieur et dont une seule espèce est connu, Tetraceratops  insignis, décrit par le paléontologue américain William Diller Matthew à partir d'un crâne de 90 millimètres de long, découvert au Texas en 1908.
Anciennement classé comme un pélycosaure, puis considéré comme le plus vieux représentant connu des thérapsides (un groupe qui comprend les mammifères et leurs proches parents disparus), il est de nos jours classé comme un sphénacodonte primitif.

## Description
Tetraceratops n'est connu qu'à partir d'un seul crâne de 90 millimètres de long découvert au Texas vers la fin des années 1900. Contrairement à son nom de genre, Tetraceratops a en fait six cornes, une paire sur les os prémaxillaires, une paire sur les os préfrontaux et une paire sur les processus angulaires de la mandibule. Au moment de sa découverte en 1908, le crâne est enchâssé dans une matrice et seules les paires prémaxillaire et préfrontale sont visibles. L'animal ressemble à un grand lézard avec quatre cornes sur son museau, et une paire de grosses épines émanant des coins de sa mâchoire. En plus des cornes, Tetraceratops a également une impressionnante dentition : la deuxième paire de dents sur les maxillaires étant grande et ressemblait à des crocs, de même pour les premières dents de la mâchoire supérieure qui sont longs et ressemblents à des poignards.

## Classification
Tetraceratops est identifié à l'origine comme un membre d'un groupe, aujourd'hui invalide, appelé Pelycosauria, un grade évolutif de synapsides plus basal que les thérapsides. Il est diversement regroupé dans la famille des sphenacodontidés, qui est étroitement liée à Therapsida, et à celle des éothyrididés, qui en est plus éloignée. Des études phylogénétiques récentes le classe soit comme une synapside de type pélycosaure, soit comme un thérapside basal, ce qui rendait son emplacement phylogénétique incertaine,,,,. Cependant, une nouvelle étude publié sous presse de Spindler a conclu qu'aucune preuve morphologique convaincante n'est faite pour un placer Tetraceratops au sein des thérapsides et que ce genre est mieux placé en tant que sphénacodonte basal.